# Gustav Samuel Leopold, Duce Palatin de Zweibrücken

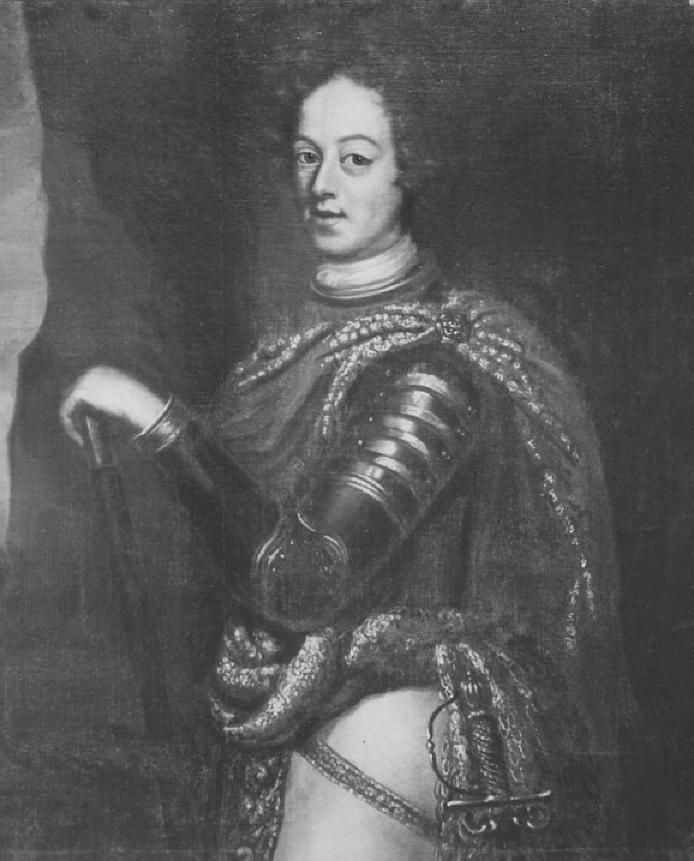
Gustav Samuel Leopold

Gustav Samuel Leopold (n. 12 aprilie 1670, Stegeborg, Söderköping – d. 17 septembrie 1731, Zweibrücken) a fost Duce de Palatin de Zweibrücken.

## Origine
Gustav Samuel Leopold a fost fiul lui Adolf Johann I, Conte de Palatin-Kleeburg (1629–1689) și a celei de-a doua soții Elisabeth Brahe zu Wisingsberg (1632–1689). În anul 1696 el se convertește la catolicism.

## Domnie
El a fost deja din anul 1689 Duce de Kleeburg și după moartea lui Carol al XII-lea al Suediei, în anul 1718 a fost Duce Palatin de Zweibrücken. El a fost ultimul membru al Casei de Wittelsbach-linia Palatin-Zweibrücken-Kleeburg.
El își mută rezidența la Zweibrücken în Castelul Zweibrücken și lasă să se ridice în Jägersburg din 1720 până în 1725, prin Jonas Erikson Sundahl, un arhitect (Baumeister) suedez, castelul Gustavsburg.

## Căsătorii
Gustav Samuel Leopold s-a căsătorit pe 10 iulie 1707 cu Contesa Palatină, Dorothea de Palatin-Veldenz-Lützelstein (n. 16 ianuarie 1658, Lützelstein – d. 17 august 1723, Straßburg) în Zweibrücken. Ea a fost fiica Contelui Leopold Ludwig de Palatin-Veldenz-Lützelstein (1623-1694) și a contesei Agatha Christine de Hanau-Lichtenberg (1632-1681).
Pe 23 aprilie 1723 Gustav Samuel Leopold și Dorothea au divorțat. Apoi s-a căsătorit pe 13 mai 1723 morganatică cu Luise Dorothea, contesă de Hoffmann (1700–1745). Ea a fost fiica lui Johann Heinrich von Hoffmann, șeful vânător al curții. Pentru Luise Dorothea a lăsat să se construiască în anul 1723, în apropiere de Wörschweiler în Gutenbrunnen, castelul Louisenthal.
Nu a avut copii.
După moartea sa, rămâne moștenitor, vărul lui, Christian al III-lea.

## Mormântul
Mormântul lui Gustav Samuel Leopolds se află în biserica Alexanderskirche din Zweibrücken. Luise Dorothea este îngorpată în Frankfurt.

## Literatur
- de  Peter Fuchs: Gustav Samuel Leopold. In: Neue Deutsche Biographie (NDB). Band 7. Duncker & Humblot, Berlin 1966, p. 334–336. (full text online)
- de Arthur Kleinschmidt: Gustav Samuel Leopold, articol din: Allgemeine Deutsche Biographie (ADB). Volumul 10, Leipzig, 1879, p. 188–189.
- Haeutle, Genealogie des Hauses Wittelsbach, 1870, 171/IV